# Kościół Stanisława Biskupa i Męczennika w Starych Bielicach
Kościół Stanisława Biskupa i Męczennika w Starych Bielicach – neogotycki kościół wzniesiony w latach 1894–1897. Został poświęcony 16.12.1945 roku jako katolicki św. Stanisława Biskupa i Męczennika, stając się filią parafii w Biesiekierzu. 

## Architektura
Świątynia jest orientowana: od strony wschodniej posiada wydzielone prezbiterium, zamknięte trójbocznie, oszkarpowane w narożach, a od zachodu wysoką wieżę przykrytą dachem dwuspadowym z iglicą. 

## Wyposażenie
Posiada dzwon wieżowy odlany w 1905 roku w Szczecinie. Wewnątrz zachowała się kropielnica wykuta w granicie na przełomie XIV i XV wieku.